# Casa Anguera
La Casa Anguera és una obra amb elements gòtics i renaixentistes de Sarral (Conca de Barberà) inclosa a l'Inventari del Patrimoni Arquitectònic de Catalunya.

## Descripció
Casa de quatre plantes amb un primer pis intermedi. Aquesta distribució de les plantes, fent arrencar la primera sota el nivell de la porta d'accés, és força curiosa i respon a la voluntat d'aprofitar l'espai construït. D'aquesta manera, la planta a peu de carrer s'aprofitava per a finalitats agrícoles i al mateix temps per habitació. El darrer pis presenta la típica galeria de tradició gòtica que trobem en tantes masies o palaus urbans i que en el primer cas serví per a assecar el gra o altres productes agrícoles. En aquest cas, cal remarcar l'existència de dos balcons que dignifiquen aquesta planta.